# Monte-Carlo (film, 1930)
Pour les articles homonymes, voir Monte-Carlo (homonymie).
Pour plus de détails, voir Fiche technique et Distribution.
Monte-Carlo est un film musical américain réalisé par Ernst Lubitsch, sorti en 1930.

## Fiche technique
- Titre : Monte-Carlo
- Réalisation : Ernst Lubitsch
- Scénario et adaptation : Ernest Vajda d'après le roman Monsieur Beaucaire (en) de Booth Tarkington et la pièce d'Evelyn Greenleaf Sutherland (en)
- Dialogues : Vincent Lawrence
- Photographie : Victor Milner
- Musique originale : W. Franke Harling, Karl Hajos (non crédité), Herman Hand[1] (non crédité), Sigmund Krumgold[2] (non crédité), John Leipold (non crédité)
- Montage : Merrill G. White (de)
- Directeurs artistiques : Hans Dreier et Wiard Ihnen (non crédités)
- Costumes : Travis Banton (non crédité)
- Production : Ernst Lubitsch
- Société de production : Paramount Pictures
- Pays d'origine :  États-Unis
- Format : Noir et blanc - Son : Mono (Western Electric Sound System)
- Genre : Film musical
- Durée : 90 minutes
- Date de sortie : 
  - États-Unis, 27 août 1930
  - France, 1931
- Affiche : Roger Soubie (France)

## Distribution
- Jack Buchanan : comte Rudolph Falliere / Rudy
- Jeanette MacDonald : Comtesse Helene Mara
- Claud Allister : prince Otto Von Liebenheim
- Zasu Pitts : Bertha
- Tyler Brooke : Armand
- Lionel Belmore : duc Gustav Von Liebenheim
- Albert Conti : un compagnon du prince Otto
- Donald Novis (en) : Monsieur Beaucaire
- John Roche : Paul
- Helen Garden : Lady Mary
- Erik Bey : Lord Windorset
- David Percy : un messager